# Chicoreus boucheti
Chicoreus boucheti is een slakkensoort uit de familie van de Muricidae. De wetenschappelijke naam van de soort is voor het eerst geldig gepubliceerd in 1983 door Houart.